# Hans Gruhne
Hans Gruhne, född 5 augusti 1988 i Berlin i DDR, är en tysk roddare.
Gruhne blev olympisk guldmedaljör i scullerfyra vid sommarspelen 2016 i Rio de Janeiro. Vid olympiska sommarspelen 2020 i Tokyo slutade han på åttonde plats i scullerfyra.